# Гордон, Джеймс Александр
Джеймс Александр Гордон (англ. Sir Gordon James Alexander, KCB, 6 октября 1782 — 8 января 1869) — британский адмирал.
Джеймс Гордон был старшим сыном Чарльза Гордона из Уордхауса (англ. Charles Gordon of Wardhouse) в Абердиншира и его супруги, дочери майора Джеймса Мерсера (англ. James Mercer).
В 1793 году Джеймс поступил в Королевский флот мичманом на 74-пушечный корабль HMS Arrogant. В 1795 году на фрегате HMS Révolutionnaire 23 июня участвовал в бою у острова Груа, а 14 февраля 1797 года на 90-пушечном корабле HMS Namur — в сражении при мысе Сен-Винсент.
В 1797 году Гордон был переведён в должности штурманского помощника на 74-пушечный корабль HMS Goliath и 1 февраля следующего года участвовал в сражении при Абукире. В 1800 году он был назначен вторым лейтенантом шлюпа HMS Bordelais, на котором в следующем году сопровождал конвой в Вест-Индию и 29 января участвовал в бою с тремя французскими бригами, один из которых был захвачен.
В том же году Джеймс Гордон находился со специальной миссией на Гаити, где был схвачен войсками Туссен-Лувертюра и провёл четыре месяца в тюрьме, затем обменян.
В 1802 году он был назначен первым лейтенантом 18-пушечного брига HMS Raccoon и 11 июля 1803 года отличился при захвате французского корвета Lodi. За отличие Гордон был произведен в чин коммандера и 22 октября был назначен капитаном Raccoon.
В мае 1805 года Гордон стал полным капитаном и был назначен командиром 28-пушечного фрегата HMS Laegera, однако в связи с болезнью не смог занять этот пост. Не имел своего корабля до 1807 года, когда принял 28-пушечный фрегат HMS Mercury, на котором участвовал в блокаде Кадиса. 4 апреля 1808 года он участвовал в артиллерийской дуэли между британскими кораблями и канонерскими лодками и береговыми батареями города Рота.
27 июня того же года он был назначен капитаном 38-пушечного фрегата HMS Active, и в течение трёх лет плавал в Средиземном и Адриатическом море.
13 марта 1811 году Гордон участвовал в бою у острова Лисса, а 28 ноября в бою трех британских фрегатов с тремя более мощными французскими фрегатами. В последнем сражении ему раздробило колено неприятельским ядром, и левую ногу пришлось ампутировать.
Поправив своё здоровье на Мальте, он в июне 1812 года вернулся домой, где вступил в брак. После непродолжительного медового месяца он принял под командование фрегат HMS Seahorse и участвовал в сопровождении конвоев в Вест-Индию и обеспечении блокады Франции.
В 1814 году Джеймс Гордон принял участие в заключительном этапе англо-американской войны. В звании коммодора он командовал с 17 августа по 6 сентября успешной экспедицией в реку Потомак, а также принял участие в боях под Балтимором и 12-14 сентября в нападении на форт Мак-Генри.
2 января 1815 года, за заслуги во время Наполеоновских войн, Джеймс Гордон был награждён орденом Бани командорского креста.
После окончания военных действий в Европе и Америке сэр Джеймс командовал в 1815—1816 годах 46-пушечным фрегатом HMS Madagascar, в 1816 году фрегатом HMS Meander и в 1819—1821 годах своим прежним фрегатом Active.
В связи с отсутствие командных вакансий в Королевском флоте он более не ходил в море, и в 1828 году был назначен суперинтендантом Плимутского военно-морского госпиталя, а в 1832 году суперинтендантом Чатемской верфи.
10 января 1837 года сэр Джеймс был произведён в чин контр-адмирала и в 1840 году был назначен вице-губернатором Гринвичского Королевского военно-морского госпиталя.
Управление госпиталем и уход за моряками-инвалидами стали его занятием до конца жизни. В 1848 году сэр Джеймс по выслуге лет был произведен в чин вице-адмирала, а в 1853 году — в чин адмирала.
После смерти сэра Роберта Стопфорда он стал губернатором госпиталя и занимал этот пост до своей смерти.
Скончался он в Гринвиче в возрасте восьмидесяти шести лет, через год после присвоения ему чина адмирала флота и был похоронен на территории госпиталя.
По мнению историка Брайана Перретта (англ. Bryan Perrett), некоторые эпизоды из биографии Джеймса Гордона были взяты за основу при написании С. С. Форестером произведений о Горацио Хорнблоуэре.